# Doris Duke
Doris Duke (22 de novembro de 1912 – 28 de outubro de 1993) foi uma herdeira, horticultora, colecionadora de arte e filantropa estadunidense.

## Infância e família
Duke foi a única filha do magnata do tabaco e da energia elétrica James Buchanan Duke e sua segunda esposa, Nanaline Holt Inman, viúva do Dr. William Patterson Inman. Seu pai morreu em 1925 quando Doris tinha doze anos, deixando aproximadamente metade de seu patrimônio à The Duke Endowment e o restante, estimado em 100 milhões de dólares, a Doris.
Duke passou o início de sua infância em Duke Farms, propriedade de 2700 acres (11 km²) de seu pai, no Distrito Municipal de Hillsborough, Nova Jérsei. Depois da morte do seu pai, Duke foi criada em uma mansão em Manhattan, na 1 East 78th Street, que depois se tornou a sede do Instituto de Belas-Artes da Universidade de Nova Iorque. Com 14 anos de idade, Duke processou sua mãe com sucesso para prevenir a venda das propriedades. 
A mãe de Duke morreu em 1962.

## Vida adulta

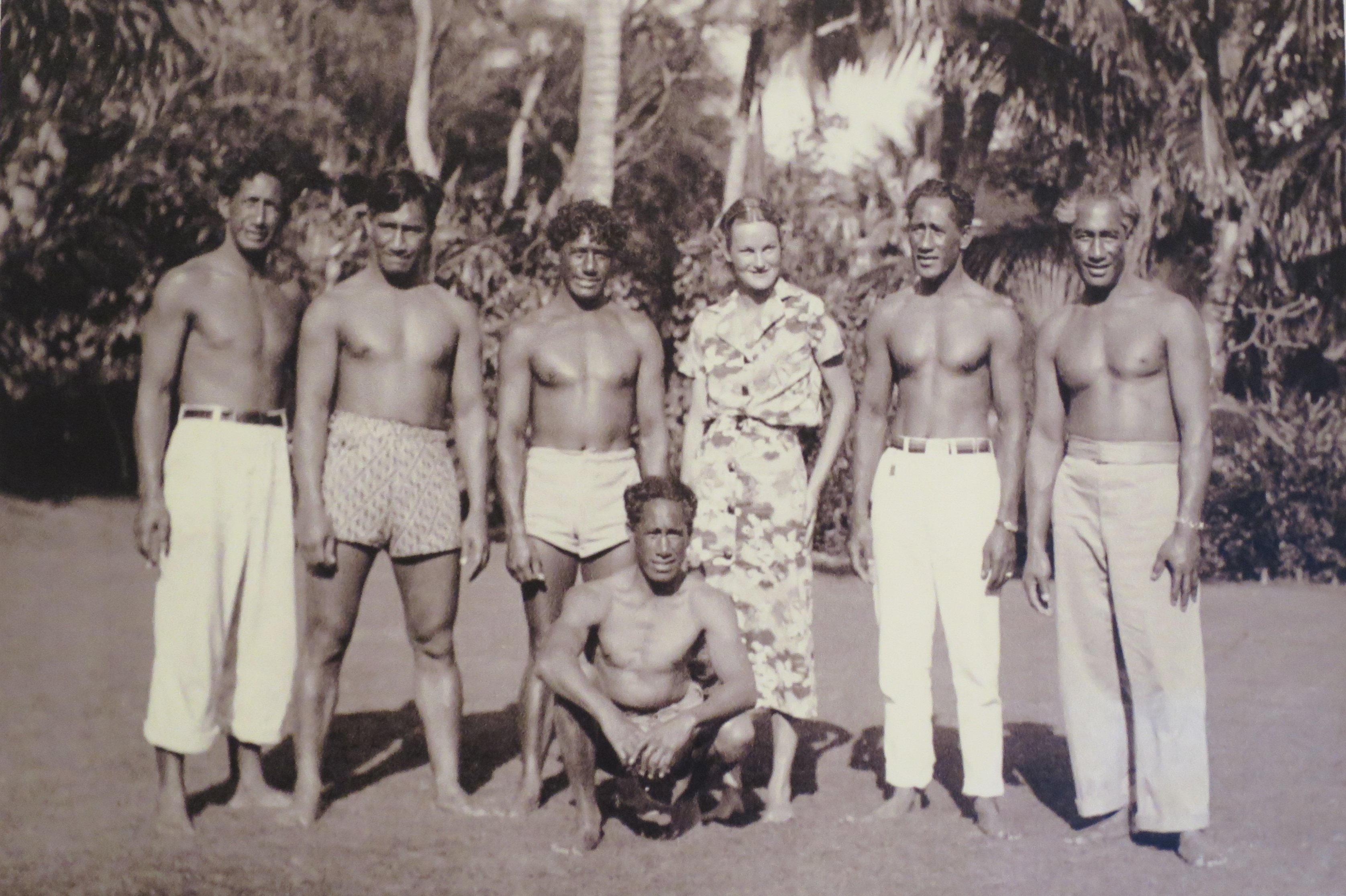
Doris Duke ladeado pelo Kahanamoku irmãos no ano 1937.

Quando atingiu a maioridade, Duke usou a sua riqueza para buscar uma variedade de interesses, incluindo viagens extensas pelo mundo e as artes. Durante a Segunda Guerra Mundial, ela trabalhou em uma cantina de marinheiros no Egito, recebendo salário de um dólar por ano. Ela falava francês fluente. Em 1945, Duke começou uma carreira de vida curta como correspondente estrangeira do International News Service, que publicava reportagens de diferentes cidades da Europa assoladas pela guerra. Depois da guerra, ela mudou-se a Paris e escreveu para a revista Harper's Bazaar.
Vivendo no Havaí, Duke se tornou a primeira mulher a se dedicar a competição de surfe sob a tutela do campeão de surfe e nadador Olímpico Duke Kahanamoku e seus irmãos. Amante de animais, especialmente os seus cães e os camelos de estimação, anos depois Duke se tornou uma defensora do refúgio de vida selvagem, uma conservacionista ambiental, e uma patrona da preservação histórica.
O interesse de Duke em horticultura levou a uma amizade com o autor vencedor do Prêmio Pulitzer e renomado fazendeiro científico Louis Bromfield, que dirigiu a Fazenda Malabar, sua casa de campo em Lucas, no Condado de Richland. Hoje, sua fazenda faz parte do Parque Estadual da Fazenda Malabar, possível graças a uma doação de Duke, que ajudou a comprar a propriedade após a morte de Bromfield. Uma seção da floresta lá é dedicada a ela e carrega o seu nome até hoje.
Com 46 anos de idade, Duke começou a criar Duke Gardens, um jardim exótico de exposição pública, para homenagear seu pai, James Buchanan Duke. Ela aumentou as novas estufas do conservatório de Horace Trumbauer na sua casa em Duke Farms, Nova Jérsei. Cada um dos onze jardins interligados foi uma recriação em tamanho natural de um tema de jardim, país ou período, inspirado por Jardins de Longwood de DuPont. Ela projetou os elementos arquitetônicos, artísticos e botânicos dos jardins baseada em observações em suas extensas viagens internacionais. Ela também trabalhou na instalação, às vezes trabalhando 16 horas por dia. A construção da exposição começou em 1958; uma imagem redescoberta da iluminação noturna dos Jardins Franceses na década de 1970 é um exemplo da atenção ao detalhe que Duke continuou a derramar sobre os jardins ao longo de sua vida.
Duke aprendeu a tocar piano desde muito cedo, e desenvolveu o gosto ao longo da vida pelo jazz e protegeu músicos de jazz. Ela também gostava da música gospel e cantou em um coro de gospel.
Em 1966 Duke estava ao volante de um automóvel alugado quando ela bateu de frente e atropelou o desenhista de interiores Eduardo Tirella que estava abrindo os  portões da mansão que estavam restaurando em Newport, Rhode Island. Enquanto foi considerado um acidente incomum pela polícia, a família de Tirella processou e ganhou 75.000 dólares quando Duke foi considerada negligente.

## Residências
Duke adquiriu inúmeras casas. Sua residência principal e domicílio oficial foi Duke Farms, propriedade de 2.700 acres (11 km ²) de seu pai no Distrito Municipal de Hillsborough, Nova Jérsei. Ali, ela criou o Duke Gardens, 5.600 m2 de exposição botânica interna pública, que esteve entre as maiores dos Estados Unidos.
Outras residências de Duke foram privadas durante sua vida: ela passou fins de semana de verão trabalhando nos projetos da sua Newport Restoration Foundation, ficando em Rough Point, a mansão de estilo inglês com 49 aposentos que ela herdou em Newport, Rhode Island. Os invernos foram passados em uma propriedade construída por ela na década de 1930 chamada "Shangri La", em Honolulu, Havaí; e em "Falcon's Lair", Beverly Hills, Califórnia, uma vez a casa de Rudolph Valentino. Ela também manteve dois apartamentos em Manhattan, Nova York, uma cobertura de 9 aposentos, com varanda de 93 m2, na 475 Park Avenue, a qual é atualmente de propriedade da jornalista Cindy Adams; e outro apartamento perto de Times Square, que ela usou exclusivamente como um escritório de gestão de seus assuntos financeiros. Ela comprou o seu próprio jato Boeing 737 e redecorou o interior para viajar entre suas casas e em suas viagens para colecionar arte e plantas. Duke foi uma prática dona de casa, subindo num sistema de andaimes de três andares para limpar murais de azulejo no pátio de Shangri La, e trabalhando lado a lado com os seus jardineiros em Duke Farms.
Três de residências de Duke são atualmente dirigidas por subsidiárias da Doris Duke Charitable Foundation e têm algum acesso público. As Duke Farms em Nova Jérsei são dirigidas pela Duke Farms Foundation; uma video tour dos antigos Jardins de Duke está disponível. Rough Point foi vendida à Newport Restoration Foundation em 1999 e aberta ao público em 2000. As visitas são limitadas a 12 pessoas cada uma. O Shangri-La é operado pela Doris Duke Foundation for Islamic Art; visita para pequenos grupos e um tour virtual online são disponíveis.

## Casamentos e relações

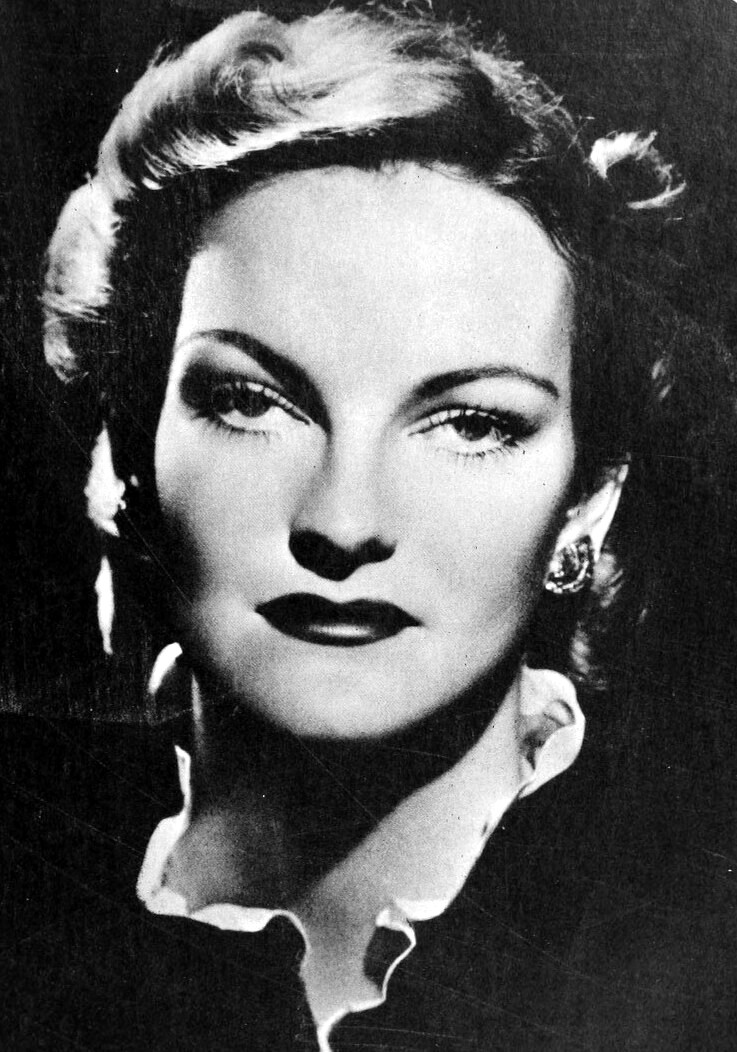
Doris em 1951

Duke casou-se duas vezes, a primeira vez em 1935 com James H. R. Cromwell, o filho da decana da sociedade de Palm Beach Eva Stotesbury. Cromwell, um defensor, como sua esposa, do programa econômico New Deal, usou a fortuna de Duke para financiar sua carreira política, servindo por vários meses como Embaixador de Estados Unidos no Canadá em 1940. O casal  teve uma filha, Arden, que viveu por somente um dia. Eles divorciaram-se em 1943.
Em 1º de setembro de 1947, enquanto em Paris, Duke se tornou a terceira esposa de Porfírio Rubirosa, um diplomata da República Dominicana. Ela segundo relatos teria pago sua esposa, Danielle Darrieux, 1 milhão de dólares para concordar com um divórcio incontestado. Por causa de sua grande fortuna, o casamento de Duke e Rubirosa atraiu a atenção do Departamento de Estado dos Estados Unidos, que a advertiu contra a utilização do seu dinheiro para promover agendas políticas nesta aliança. Além disso, houve a preocupação que no caso de sua morte, um governo estrangeiro pudesse ganhar  influencia demais. Assim, Rubirosa teve de assinar um acordo pré-nupcial; durante o matrimônio, entretanto, ela deu vários milhões de dólares em presentes a Rubirosa, incluindo um estábulo de cavalos de pólo, carros esporte, um avião de bombardeio B-25 convertido, e, finalmente, no acordo de divórcio uma casa do século XVII em Paris. Posteriormente, teve uma serie de relacionamentos, mas Duke nunca se casou novamente.
Ela, segundo reportagens, esteve envolvida com, entre outros, Duke Kahanamoku, Errol Flynn, Alec Cunningham-Reid, General George S. Patton, Joe Castro, e Louis Bromfield.

## Filantropia
O primeiro grande ato filantrópico de Duke foi estabelecer a Independent Aid, Inc em 1934, quando tinha 21 anos a fim de gerenciar os inúmeros pedidos de assistência financeira dirigidos a ela. Em 1958, ela criou a Duke Gardens Foundation para dotar os jardins de exposição pública que ela começou a criar em Duke Farms. Sua Fundação afirmou que os Jardins de Duke "revelam os interesses e aspirações filantrópicas da família Duke, bem como uma apreciação de outras culturas e um anseio pra a compreensão global". Os Jardins de Duke foram o centro de uma controvérsia sobre uma decisão dos curadores da  Doris Duke Charitable Foundation para fechá-los em 25 de Maio de 2008.
Em 1968, o Duke criou a Newport Restoration Foundation com o objetivo de preservar mais de oitenta edifícios coloniais na cidade. As propriedades históricas incluem Rough Point, Samuel Whitehorne House, Prescott Farm, the Buloid-Perry House, the King's Arms Tavern, the Baptist Meetinghouse, e a Cotton House. Setenta e um edifícios são alugados a locatários. Só cinco funcionam como museus. Ela também financiou a construção do Maharishi Mahesh Yogi's ashram na Índia, visitado pelos Beatles em 1968.
As viagens extensas de Duke levaram a um interesse por várias culturas, e durante sua vida ela acumulou uma coleção considerável da arte islâmica e do sudeste asiático. Após a morte, um grande número de peças foram doadas ao Museu de Arte Asiática de São Francisco e o Museu de Arte Walters de Baltimore.
Duke fez muito trabalho filantrópico adicional e foi um benfeitor principal de pesquisa médica e programas de prosperidade infantis. A sua fundação, Ajuda Dependente, criada quando ela teve doze meses, ficou Doris Duke Charitable Foundation.

## Morte
Em 1992, com 79 anos de idade, Duke fez uma cirurgia plástica facial. Ela começou a tentar andar enquanto ainda estava pesadamente medicada e caiu, quebrando o seu quadril. Em janeiro de 1993, ela sofreu a cirurgia para substituição de joelho. Ela foi hospitalizada do dia 2 de fevereiro até o dia 15 de abril. Ela passou por uma segunda cirurgia de joelho em julho daquele ano. Um dia depois de voltar para casa desta segunda cirurgia, ela sofreu um Grave acidente vascular celebral. Doris Duke morreu em Falcon's Lair, sua casa, no dia 28 de outubro de 1993, com 80 anos de idade. A causa foi o edema pulmonar progressivo, resultando em parada cardíaca, segundo o porta-voz Bernard Lafferty, testamenteiro nomeado por Duke em seu último testamento, e que estava com ela quando da sua morte.
Embora Duke fosse cremada 24 horas depois da sua morte e suas cinzas espalhadas sobre o Oceano Pacífico como sua última vontade, o seu testamenteiro, Lafferty, também enviou um pequeno container com cinzas para Marshfield, Missouri, uma cidade que Duke tinha aprendido a admirar durante os seus anos como uma viajante do mundo. Duke havia visitado Marshfield durante uma grande renovação da tenda, onde ela gostava de ouvir música. As cinzas de Duke foram enterradas em um cemitério local e uma pedra foi colocada para honrar a sua memória. Ela era localmente conhecida como uma filantropa, já que ela muitas vezes enviou grandes somas do dinheiro para vários projetos geralmente sem publicidade.

## Trustes e testamentos
Duke foi a beneficiária de dois fundos criados pelo seu pai, James Buchanan Duke, em 1917 e 1924. O rendimento dos fundos era pagável a qualquer criança depois de sua morte. Em 1988, com 75 anos de idade, Duke adotou legalmente uma mulher chamada Chandi Heffner, uma devota Hare Krishna de 35 anos e irmã da terceira esposa do bilionário Nelson Peltz. Duke inicialmente sustentou que Heffner erai a reencarnação de Arden, sua única filha biológica, que morreu logo depois do nascimento em 1940. As duas mulheres tiveram uma briga e a versão final do testamento de Duke especificou que ela não desejava que Heffner se beneficiasse dos fundos criados por seu pai; ela também negou a adoção. Apesar da negação, depois da morte de Duke, os administradores do espólio fizeram um acordo, pela ação movida por Heffner, de 65 milhões de dólares.
Em seu testamento final, Duke deixou praticamente toda da sua fortuna para diversas instituições de caridade. Ela nomeou seu mordomo irlandês Bernard Lafferty como testamenteiro, que então nomeou, como co-testamenteira corporativo, a US Trust Company;  Lafferty e o seu amigo Marion Oates Charles foram nomeados como seus administradores do espólio. Contudo, uma série de processos foram movidos contra o testamento. No momento de sua morte, a fortuna de Duke foi estimada em 1.3 bilhões de dólares. O processo mais notório foi iniciado por Harry Demopoulos. Em um testamento anterior, Demopoulos havia sido nomeado testamenteiro e contestou a nomeação de Lafferty. Demopoulos argumentou que Lafferty e seus advogados haviam persuadido uma velha doente e sedada a lhes dar o controle de seus bens.
Acusações ainda mais sensacionais foram feitas pela enfermeira Tammy Payette em seu leito de morte. Ela sustentou que Laffery e um proeminente médico de Bervely Hills, Dr. Charles Kivowitz, haviam conspirado para acelerar a morte de Duke com morfina e Demerol. Em 1996, ano da morte de Lafferty, o escritório do procurador distrital de Los Angeles (Los Angeles District Attorney's office) determinou que não havia provas concretas de crime.
Uma ação também foi movida pela Universidade de Duke reclamando o direito a uma parcela maior dos ativos de Duke do que os 10 milhões de dólares previstos no testamento (embora o testamento de Duke também afirmasse que qualquer beneficiário que discutisse as suas provisões não deveria receber nada).
Litígios envolvendo 40 advogados de 10 diferentes escritórios de advocacia bloquearam os bens de Duke durante quase três anos. Lafferty foi enfim retirado pelos tribunais de Nova Iorque por utilizar fundos imobiliários para seu próprio sustento e a US Trust Company por não "fazer nada para impedí-lo". O Surrogate Court of Manhattan ignorou o testamento de Duke e nomeou novos administradores entre aqueles que o tinham contestado: Harry Demopoulos; J. O Carreteiro Marrom (mais tarde também envolvido em derrubar o testamento do Dr. Albert C. Barnes); Marion Oates Charles, o único administrador do espólio de Duke; James Gill, um advogado; Nannerl O. Keohane, presidente de Universidade de Duke, e John J. Mack, presidente da Morgan Stanley. As taxas dos processos excederam 10 milhões de dólares, e foram pagas pelo espólio de Duke. 

Esses administradores controlam agora todos os ativos da Doris Duke Charitable Foundation, que Doris Duke dirigia, e apoia a pesquisa médica, anti-viviseccionismo, a prevenção da crueldade a crianças e animais, artes performativas, vida selvagem e ecologia. A DDCF também controla o financiamento para três fundações diferentes criadas para operar antigas casas de Duke: a Doris Duke Foundation for Islamic Art, Duke Farms and Newport Restoration Foundation. Os administradores reduziram progressivamente o financiamento dessas fundações, afirmando que o trabalho de Doris Duke são "perpetuar a história de paixões pessoais e consumo conspícuo da família de Duke". Recentemente essas fundações venderam alguns ativos para acertar suas despesas e "Duke Gardens" foi fechado. A Christie de Nova York, publicou um catálogo ilustrado de mais de 600 páginas de seu leilão "A Coleção Doris Duke", vendido para beneficiar a Doris Duke Charitable Foundation, realizado em Nova York, durante três dias, de quinta a sábado, de 3 a 5 de junho de 2004.

## Doris Duke na cultura popular
Várias biografias de Duke foram publicadas, a mais notória de Stephanie Mansfield "a Menina Mais Rica do Mundo" (Putnam 1994). Em 1999, uma minissérie de quatro horas feita para a televisão (estrelando Lauren Bacall como Duke e Richard Chamberlain como Lafferty) entrou no ar com o título, Too Rich: The Secret Life of Doris Duke. Seu sobrinho deserdado, Pony Duke, e Jason Thomas publicaram  Too Rich: The Family Secrets of Doris Duke em 1996. A sua vida é também o  tema do filme da HBO de 2007 Bernard e Doris, estrelando Susan Sarandon como Duke e Ralph Fiennes como o mordomo Lafferty.